# E.V. Haughwout Building
L'E.V. Haughwout Building est un immeuble de cinq niveaux du quartier de SoHo (New York), au 488-492 Broadway à l'angle de Broome Street.
D'une hauteur de 24 m, il a été construit en 1857 par John P. Gaynor, en style renaissance revival, de type cast-iron building. Il a été inspiré par la Biblioteca Marciana de Venise.
C'est le premier bâtiment résidentiel à avoir été équipé d'un ascenseur en 1859.